# Clériston Andrade
Clériston Andrade (Salvador, 1925 – Caatiba, 1º ottobre 1982) è stato un politico, religioso, importante esponente della Chiesa Battista brasiliano.

## Biografia
Cominciò la sua carriera come procuratore generale del comune di Salvador, durante l'amministrazione dell'allora sindaco Antônio Carlos Magalhães (1967-1970). Quando questi decise di competere per la carica di Governatore di Bahia, Andrade assunse la carica di sindaco. Venne poi confermato nell'incarico dal neoeletto Governatore Magalhães fino al 1975.
Andrade continuò nel solco del suo predecessore. Le sue opere più importanti sono state i viali intitolati a Luís Viana Filho e ad Anita Garibaldi e il Parco cittadino, intitolato a Joventino Silva.
Nel 1974, quasi riuscì nell'ottenere, col supporto di Magalhães, la nomina a Governatore di Bahia, ma l'allora Presidente Ernesto Geisel gli preferì il medico e preside della Università federale di Bahia Roberto Figueira Santos. Nel 1979, Magalhães lo nominò presidente del Banco do Estado da Bahia.
Andrade rassegnò le dimissioni nel 1982, per potersi candidare nuovamente come Governatore di Bahia nel 1982 per il PDS. Morì in un incidente in elicottero durante la campagna elettorale. In sua memoria, gli furono intitolati l'Ospedale generale di Feira de Santana, lo stadio di Itagimirim e un monumento su Viale Anita Garibaldi a Salvador.